# لوران بونارد
لوران بونارد (انگلیسی: Laurent Bonnart؛ زادهٔ ۲۵ دسامبر ۱۹۷۹) بازیکن فوتبال اهل فرانسه است.
از باشگاه‌هایی که در آن بازی کرده‌است می‌توان به آ.اس موناکو، باشگاه فوتبال لیل، باشگاه فوتبال لو مان، باشگاه فوتبال آژاکسیو، و باشگاه فوتبال المپیک مارسی اشاره کرد.